# سوراخ‌کاری بینی
سوراخ‌کاری بینی (به انگلیسی: Nose piercing) نوعی از سوراخ کاری است که بر روی پوست یا غضروف بینی انجام شده و به آن شکل می‌دهد. این سوراخ کاری معمولاً با هدف بکار بردن زیورآلات در بینی انجام می‌شود. سوراخ‌کاری بر روی بینی دومین نوع پرکاربرد سوراخ‌کاری پس از سوراخ‌کاری ناف در زنان است.